# Jurij Alekszandrovics Gazinszkij
Jurij Alekszandrovics Gazinszkij (oroszul: Юрий Александрович Газинский; Komszomolszk-na-Amure, 1989. július 20.) orosz válogatott labdarúgó, aki jelenleg az FK Krasznodar játékosa.
Bekerült a hazai rendezésű 2017-es konföderációs kupán és a 2018-as labdarúgó-világbajnokságon részt vevő orosz keretébe.

## Statisztika

### Válogatott
| Válogatott  | Szezon   | Mérkőzés | Gól |
| ----------- | -------- | -------- | --- |
| Oroszország | 2014     | 0        | 0   |
| Oroszország | 2015     | 0        | 0   |
| Oroszország | 2016     | 4        | 0   |
| Oroszország | 2017     | 1        | 0   |
| Oroszország | 2018     | 11       | 1   |
| Oroszország | 2019     | 1        | 0   |
| Oroszország | 2020     | 0        | 0   |
| Összesen    | Összesen | 17       | 1   |

### Válogatott góljai
| #  | Dátum            | Helyszín                                | Ellenfél     | Gólja | Végeredmény | Kiírás                           |
| -- | ---------------- | --------------------------------------- | ------------ | ----- | ----------- | -------------------------------- |
| 1. | 2018. június 14. | Luzsnyiki Stadion, Moszkva, Oroszország | Szaúd-Arábia | 1–0   | 5–0         | 2018-as labdarúgó-világbajnokság |